# Halltown
Halltown – wieś w Stanach Zjednoczonych, w stanie Missouri, w hrabstwie Lawrence. Według danych na rok 2019, wieś zamieszkiwało 171 osób.